# Jailbait
Pour les articles homonymes, voir jailbait (mot anglais).
Pour plus de détails, voir Fiche technique et Distribution.
Jailbait (également connu sous le nom de 17 & Life: Jailbait) est un film américain réalisé par Jared Cohn, sorti en 2014 en DVD. 

## Synopsis
Une jeune fille, Anna (Sara Malakul Lane), est envoyée en prison pour mineurs pour l'assassinat de son beau-père qui a tenté d'abuser d'elle. Elle y découvrira des relations complexes, la drogue, la maladie mentale, l'homosexualité.

## Fiche technique
- Titre : Jailbait
- Réalisation : Jared Cohn
- Scénario : Jared Cohn
- Production : Asylum
- Musique :
- Langue d'origine : Anglais américain
- Pays d'origine : États-Unis
- Genre : Drame
- Durée : 90 minutes
- Date de sortie : 
  -  États-Unis 18 février 2014
  -  Allemagne 8 septembre 2014
  -  Japon 5 novembre 2014

## Distribution
- Sara Malakul Lane : Anna Nix
- Erin O'Brien : Kody
- Steve Hanks : Frank Baragan
- Andray Johnson : officier Brown
- Jennifer Robyn Jacobs : Genie
- Samantha Cardona : Jane
- Robert Sisko : Stepfather
- Cynthia Dallas : officier Linda Rays
- Bill Devlin : monsieur Perillo
- Marguerite Nocera : doctoresse Xan
- Barrett Perlman : Jo
- Laura Alexandra Ramos : Camille
- Christabel Rivero : Betty, la mère d'Anna
- Tammy Klein : la juge
- David Brite : monsieur White
- Jos Deacon : officier Gere
- Hiram A. Murray : officier Ed
- Shaughnessy Dixson : la femme officier
- Brittoni Sinclair : Killa Kelz

## Production

### Tournage
Terminal Island, Wilmington, Los Angeles, Californie, États-Unis.